# Corythoichthys nigripectus
Corythoichthys nigripectus es una especie de pez de la familia Syngnathidae en el orden de los Syngnathiformes.

## Morfología
Los machos pueden alcanzar 11 cm de longitud total.

## Reproducción
Es ovovivíparo y el macho transporta los huevos en una bolsa ventral, la cual se encuentra debajo de la cola.

## Hábitat
Es un pez  de mar y de clima tropical y asociado a los arrecifes de coral que vive entre 4-28 m de profundidad.

## Distribución geográfica
Se encuentra desde el norte del Mar Rojo y las Islas Carolinas hasta las Islas de la Sociedad.